# Barend Moret

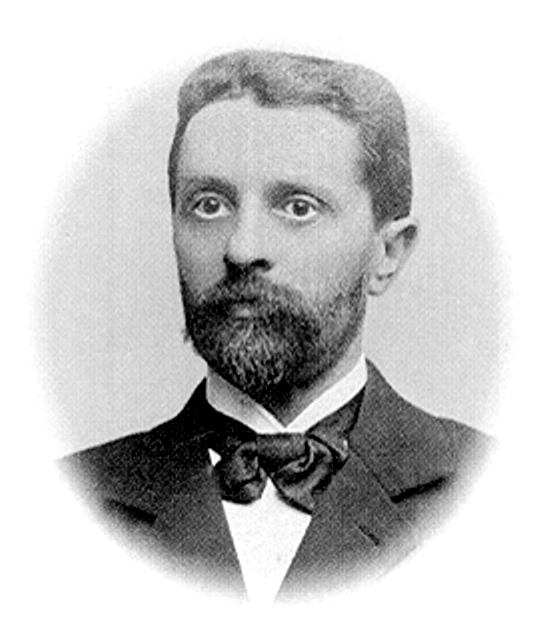
Barend Moret (1851-1915): stamvader Ernst & Young, grondlegger Nederlands accountantsberoep

Barend Moret (Rotterdam, 8 juni 1851 - Driebergen, 13 april 1915) was een Nederlands ondernemer en medeoprichter van het Bureel van Boekhouding Confidentia, het eerste Nederlandse accountantskantoor. Hij was daarmee stamvader van het huidige EY in Nederland en grondlegger van het Nederlandse openbaar accountantsberoep.

## Jeugd en carrière
Barend Moret groeide op in Rotterdam en was de zoon van Jacobus Moret (1825-1891), een blokmaker en modelmaker te Rotterdam. Het maken van blokken voor schepen en kranen voor het takelen vereiste een nauwkeurig, zuiver werkende timmerman die goed kon rekenen met de krachten die op de schepen en blokken inwerkten. Dit goed kunnen rekenen en de precisie erfde Barend wellicht van zijn vader. Reeds op jonge leeftijd behaalde hij het MO diploma en werd hoofdboekhouder van de Scheepvaart Vereniging Zuid. Snel daarna kreeg hij bekendheid als docent boekhouden en examinator.

## Als ondernemer
In 1883 was docent boekhouden Barend Moret een van de vijf oprichters van het Bureel van Boekhouding Confidentia. Hiermee legde hij de basis voor een nieuw beroep in Nederland, dat van openbaar accountant. Het kantoor ging op 1 januari 1883 van start op een steenworp afstand van het huidige hoofdkantoor van EY aan de Boompjes in Rotterdam. Bij de stichting van Confidentia bleef Barend Moret op de achtergrond. Hij hield zich voornamelijk bezig met het geven van boekhoudlessen. Eind 1900 kreeg Barend Moret de leiding over het kantoor, die hij later overdroeg op een van zijn zoons. Binnen Confidentia werkte Barend vooral aan het uitbreiden van de door hem geliefde adviespraktijk, een tak van sport die tot op de dag van vandaag sterk gepositioneerd is binnen het huidige EY.

## Een familie in bedrijf
Barend Moret had drie zoons waarvan er twee, te weten Jacobus Moret (1876-1944) en Johannes Moret (1880-1945), tevens het beroep van accountant uitoefenden. De eerste honderd jaar van opeenvolgende accountantsbureaus hebben er voortdurend meerdere leden van de familie Moret als partner gefungeerd. In totaal waren dit acht leden uit vier generaties Moret.

## Moret Ernst & Young
Het door Moret opgerichte kantoor kent een geschiedenis van vele fusies en naamswijzigingen. Zo ging het Bureel van Boekhouding Confidentia al snel over in het door Barend Moret geleide Eerste Nederlandsche Accountantskantoor (ENAK). Barends zonen Jacobus en Johannes gingen ook het beroep van accountant uitoefenen. Tijdens de Eerste Wereldoorlog gingen hun wegen uiteen en ontstond in Rotterdam het kantoor Moret & Starke en in Den Haag het kantoor Moret & De Jong. Beide bureaus kwamen in 1964 weer bij elkaar en gingen in 1970 op in Moret & Limperg. In 1990 kwam het tot een fusie tussen Moret (lid van Arthur Young International) en Dechesne Ernst & Whinney. Vanaf dat jaar werd de naam gewijzigd in Moret Ernst & Young. Nog negen jaar voerde de Nederlandse vestiging van Ernst & Young deze naam.

## Trivia
- Barend Moret bezat het censuskiesrecht, wat duidt op zekere welstand.
- De Nederlandse vestiging van EY is de voortzetting van het oudste Nederlandse accountantskantoor. Op 1 januari 2018 bestaat deze praktijk dus 135 jaar, na de oprichting van haar voorloper door o.a. Barend Moret in 1883.